# Gołaszów
Gołaszów – dawny przysiółek w Polsce, w województwie dolnośląskim, w powiecie wołowskim, w gminie Wińsko. Miejscowość wchodzi w skład sołectwa Rudawa.
1 stycznia 2020 miejscowość została zniesiona.
W latach 1975–1998 miejscowość administracyjnie należała do województwa wrocławskiego.